# Ptolemeu XIV
Ptolemeu XIV (60 a.C./59 a.C. – 44 a.C.), um dos filhos de Ptolemeu XII Auleta, foi um dos últimos membros da Dinastia ptolemaica do Egito.

## Biografia
Ptolemeu XII teve vários filhos, duas filhas que morreram antes dele, Berenice IV e Cleópatra VI, que usurparam seu trono quando ele viajou para Roma, e quatro filhos que estavam vivos quando ele morreu, dois filhos de nome Ptolemeu e duas filhas chamadas Cleópatra e Arsínoe.
Ptolemeu XII deixou como sucessores dois filhos: Ptolemeu XIII e Cleópatra, que deveriam reinar juntos. Eles reinaram conjuntamente por quatro anos, e continuariam reinando para sempre, se não fosse pela ambição de Ptolemeu XIII, que tentou tomar o poder absoluto, contrariando o desejo do pai. Ptolomeu XIII morreu em uma batalha naval contra Júlio César, que chegou para ajudar Cleópatra, em 13 de Janeiro de 47 a.C..
Após a morte do seu irmão mais velho, por desejo de César, Ptolomeu XIV foi proclamado Faraó e co-governante com sua irmã mais velha, Cleópatra.  Cleópatra também casou-se com seu irmão e colega de trono, mas continuou agindo como amante do ditador romano, Júlio César. Ptolomeu é considerado apenas como uma figura decorativa, sem nenhum poder efetivo, pois Cleópatra conservou a autoridade em suas mãos. Nos Idos de Março (15 de Março de 44 a.C.), César foi assassinado em Roma por um grupo de conspiradores, cujos membros mais notáveis foram Marco Júnio Bruto e Caio Cássio Longino. A morte de Ptolomeu ocorreu logo em seguida. Uma inscrição datada de 26 de Julho de 44 a.C. menciona que o faraó estava vivo nesta data. Supõe-se que Cleópatra tenha mandado envenenar seu irmão para substitui-lo por Ptolemeu XV Cesarião, seu filho com César, que ela pretendia apoiar como sucessor do grande romano. Segundo Eusébio de Cesareia, Cleópatra assassinou Ptolemeu XIV no quarto ano de seu reinado (no oitavo ano do reinado de Cleópatra), e passou a reinar sozinha.